# Duomyia aurantiaca
Duomyia aurantiaca är en tvåvingeart som beskrevs av Mcalpine 1973. Duomyia aurantiaca ingår i släktet Duomyia och familjen bredmunsflugor. Inga underarter finns listade i Catalogue of Life.